# Podomyrma elongata
Podomyrma elongata är en myrart som beskrevs av Auguste-Henri Forel 1895. Podomyrma elongata ingår i släktet Podomyrma och familjen myror. Inga underarter finns listade i Catalogue of Life.